# Географический словарь царства Польского и других славянских стран
Географический словарь царства Польского и других славянских стран (пол. Słownik geograficzny Królestwa Polskiego i innych krajów słowiańskich) — польская энциклопедия в 15 томах, изданная в 1880—1902 годах в Варшаве.
Является ценным источником по истории местностей бывшей Речи Посполитой.